# Suzanne Bodin de Boismortier
Pour les articles homonymes, voir Bodin et Boismortier.
Suzanne Bodin de Boismortier, née le 13 novembre 1722 à Perpignan et morte le 25 juin 1799 à Paris, est une femme de lettres française.

## Biographie
Fille du compositeur Joseph Bodin de Boismortier et de Marie Valette, fille d’orfèvres catalans, sa vie n’est pas très connue mais on sait qu’elle acquit une certaine réputation en publiant plusieurs pièces de théâtre et deux romans représentatifs de leur temps : des Mémoires historiques de la comtesse de Mariemberg et une Histoire de Jacques Feru et de la valeureuse demoiselle Agathe Mignard. Elle a 29 ans lorsqu’elle fait publier à Amsterdam, en 1751, les Mémoires historiques de la comtesse de Mariemberg. Cet ouvrage conte l’histoire romanesque du mariage forcé de la comtesse Constance de Mariemberg, fille du marquis de Moradini et d’une espagnole de Tolède, Constance des Ruyas. Le marquis, sitôt marié, séduit une dame anglaise ce qui fait mourir de chagrin Madame des Ruyas, suivie dans son trépas par ses enfants, le marquis de Moradini repentant, le beau-père Don Pedre del Ruyas et une tante : « jamais on ne vit tant de deuil dans une famille ». Ce décor planté, Mademoiselle de Boismortier dépeint l’exil de Constance, envoyé à Venise par sa belle-mère pour y vivre avec son grand-père. Sur le chemin, elle est enlevée par un officier qui l’emmène à Constantinople où elle séduit un jeune turc, Osman. S’échappant sur un navire croisant pour la France, elle arrive à Paris, tue son mari officier en duel, est embastillée puis graciée avant de s’enfuir en Angleterre où son amant turc la rejoint sous un nom d’emprunt, le « comte de Mariemberg ». Ils se marient et ont plusieurs enfants qui meurent en bas âge, concluant cette histoire par un drame.

Quinze ans plus tard, paraît, à La Haye, un second roman, l’Histoire de Jacques Feru et de la valeureuse demoiselle Agathe Mignard, écrite par un ami d’iceux (La Haye, 1766), assez mal reçu par Joseph de La Porte, qui en résume la trame dans son Histoire littéraire :

« Je ne sçais, Madame, s’il vous est jamais de Jacques tombé entre les mains une Histoire amoureuse de Pierre le Long & de sa très-honorée Dame Blanche Bazu par M. de Sauvigni. On y retrouve cette simplicité des mœurs de l’ancien tems, si piquante par le contraste de celles du nôtre. C’est à l’imitation de cette production, dictée par la nature même, que Mademoiselle de Bois-Mortier a imaginé de composer, dans le même gente, mais d’un stile moins agréable, moins naturel, l’Histoire de Jacques Feru & de Valeureuse Demoiselle Agathe Mignard, écrite par un ami d’iceux. »

Jacques Féru, jeune homme chaste mais non moins indifférent aux charmes des Dames et Damoiselles se bat contre plusieurs hommes qui lui cherchent querelle. Comme il allait être submergé par le nombre, la jeune Agathe Mignard, fille d’un ancien militaire, le sauve. La fillette, trop jeune, doit attendre sa majorité pour épouser Féru qui part en Bretagne se battre sous les ordres de duc de La Trémoille. Entraîné par ses camarades, ils se laisse séduire par les jeunes filles de Saint Brieuc : « Comment ne s’amuser près de ce sexe tant bénin ? » Repentant, Jacques Féru réussit néanmoins à rentrer dans les grâces d’Agathe et de son père et se marie à sa promise. La Porte estime l’histoire plagiée et n’est pas tendre ni envers l’original ni envers sa copie : « Le fond, comme vous voyez, n’a rien de neuf ni d’intéressant ; quant à la singularité du langage, je ne crois pas que cette histoire, ni même celle de Pierre le Long qui y a donné lieu, & qui est infiniment supérieur par l’esprit, le goût & l’invention, trouve beaucoup d’imitateurs & de partisans. »
On attribue également à Suzanne Bodin de Boismortier des Histoires morales suivies d’une correspondance épistolaire entre deux dames (Paris, 1768). Elle semble ne s’être jamais mariée.